# Матица српска — Друштво чланова у Црној Гори
Матица српска — Друштво чланова у Црној Гори, скр. Матица српска у Црној Гори, основано је као непрофитно, научно и стручно невладино удружење 17. јула 2010. године у Подгорици. За првог предсједника изабрана је проф. др Радојка Вукчевић, професорка на Филолошком факултету у Београду и Универзитету Медитеран у Подгорици. Ту је функцију обнашала двије године, након чега је за новог предсједника изабран доц. др Драго Перовић, професор на Филозофском факултету у Никшићу.
Друштво је основано у циљу његовања духовног и културног живота, развијања и промовисања књижевности, умјетности и науке. Основни циљ друштва јесте развијање и проучавање културе српског народа, без обзира на то у којим државама његови припадници живе, као и српске културне, научне и друге везе са словенским, сусједним и другим народима у свијету.
Друштво обавља научноистраживачку, издавачку и архивску дјелатност те друге дјелатности у области културе; доприноси изграђивању и координисању научноистраживачког рада, посебно у области друштвених и хуманистичких наука; унапређује научну периодику и остварује вишедисциплинарне пројекте у области друштвених и природних наука, књижевности и језика, као и умјетности (ликовне, музичке, позоришне, филмске), а такође подстиче и развија сарадњу са институцијама у земљи и иностранству.